# Araneus cohnae
Araneus cohnae Levi, 1991 è un ragno appartenente alla famiglia Araneidae.

## Distribuzione
L'olotipo maschile è stato rinvenuto in una località del Brasile orientale: nei pressi di Minha Serinha, nella microregione di Diamantina, appartenente allo stato di Minas Gerais.

## Tassonomia
Non sono stati esaminati esemplari di questa specie dal 1991
Attualmente, a dicembre 2013, non sono note sottospecie